# Adoratorki Królewskiego Serca Jezusa
Adoratorki Królewskiego Serca Jezusa Chrystusa Najwyższego Kapłana (łac. Adoratrices Cordis Regalis Jesu Christi Summi Sacerdotis) – żeńska habitowa wspólnota katolicka na prawie papieskim, gałąź Instytutu Chrystusa Króla, założona w 2001 roku, erygowana w 2008 r. jako publiczne stowarzyszenie wiernych przez Papieską Komisję Ecclesia Dei.

Strój Adoratorek Królewskiego Serca

## Historia
Zgromadzenie zostało założone w styczniu 2001 r. Nałożenia habitów na pierwsze trzy siostry zakonne dokonał arcybiskup Florencji kard. Ennio Antonelli w czerwcu 2004 r. Siódmego października 2008 roku, w formie publicznego stowarzyszenia wiernych w drodze do uzyskania statusu stowarzyszenia życia apostolskiego, Adoratorki zostały erygowane na prawie papieskim dekretem podpisanym przez przewodniczącego Papieskiej Komisji Ecclesia Dei, kard. Darío Castrillóna Hoyosa.

## Charakterystyka
Adoratorki Królewskiego Serca są wspólnotą kontemplacyjno-czynną nieklauzurową, żyjącą w duchowości salezjańskiej. Oprócz św. Franciszka Salezego za swoich patronów adoratorki uznają św. Benedykta i św. Tomasza z Akwinu, natomiast główną patronką wspólnoty jest Najświętsza Maryja Panna Niepokalanie Poczęta. Szczególne miejsce w życiu sióstr ma adoracja Najświętszego Sakramentu oraz msza św. i oficjum brewiarzowe, które sprawowane są w klasycznym rycie rzymskim. Siostry adoratorki korzystają z posługi księży Instytutu Chrystusa Króla i obok nich prowadzą swój apostolat (np. ucząc w szkołach), modlitwa za kapłanów stanowi jeden z podstawowych elementów ich powołania. Niezależnie od etapu formacji uczestniczą w zajęciach pogłębiających wiedzę, m.in. z zakresu teologii. Do prac ręcznych których się podejmują należy szycie szat liturgicznych.
Dom generalny znajduje się w Gricigliano (gm. Pontassieve). Nowicjat sióstr od 2019 r. prowadzony jest w podominikańskim klasztorze w Neapolu (dom św. Tomasza z Akwinu).
Na czele Sióstr Adoratorek Królewskiego Serca Jezusa Chrystusa Najwyższego Kapłana stoi Matka Przełożona, jest nią aktualnie Matka Magdalena Maria od Świętego Józefa Opiekuna Królewskiego Serca.

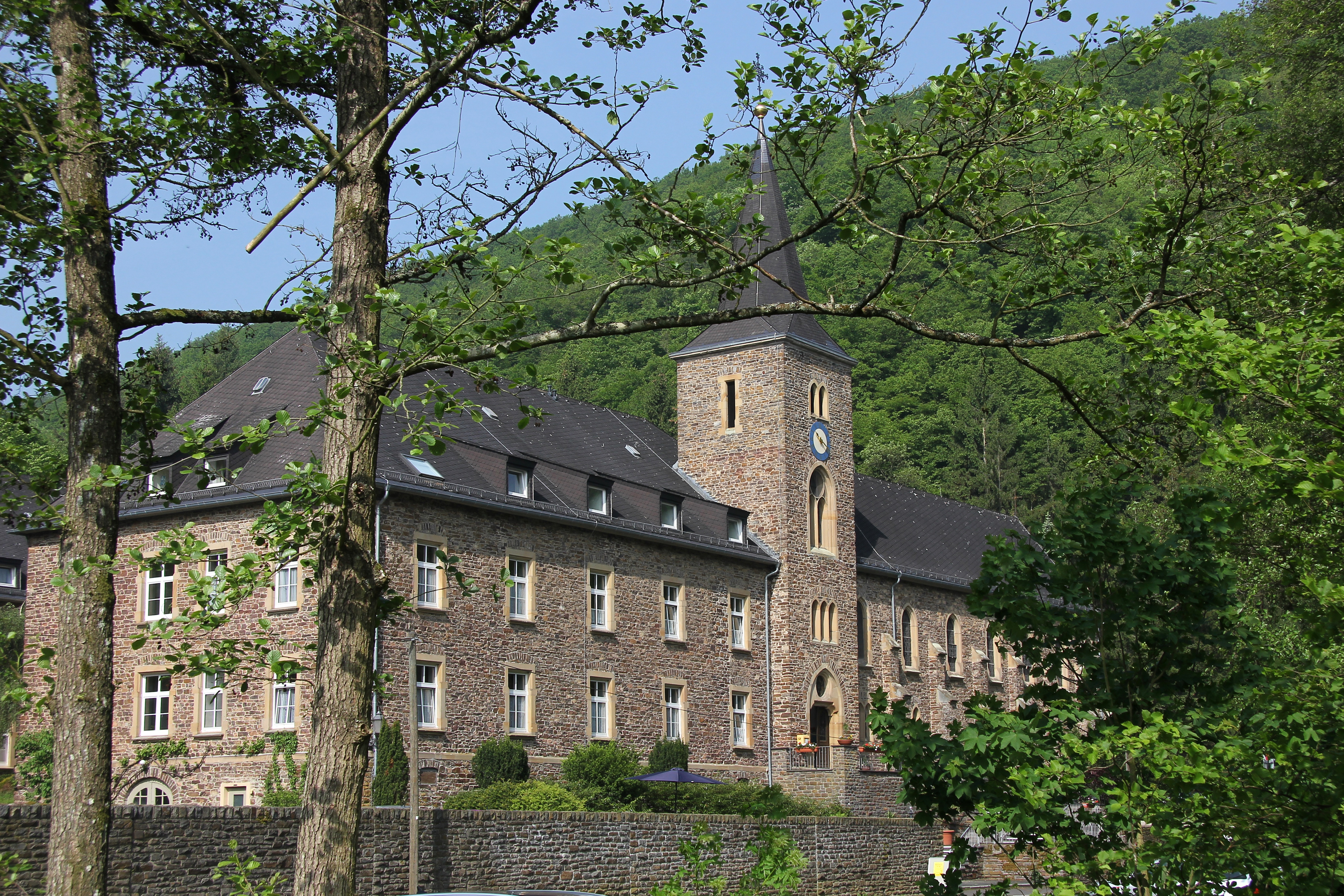
Niemiecki dom Maria Engelport

W roku 2017 wspólnota liczyła 42 siostry, w 2023 było ich siedemdziesiąt jeden.
Siostry adoratorki są obecne we Włoszech, w Szwajcarii, Niemczech, od roku 2017 w Anglii, od 2019 w USA, od 2020 w Irlandii, od 2022 we Francji.